# Bingie Madison
Bingie Madison (1902 - 1978) was een Amerikaanse jazz-pianist, klarinettist, saxofonist (tenor- en baritonsaxofoon) en bandleider in de swing.
Madison begon zijn loopbaan als pianist in Des Moines (onder meer als begeleider van stomme films), in 1921 toerde hij in Californië en Canada. In de periode 1922-1925 speelde hij piano bij Bobby Brown, vervolgens werkte hij bij Bernie Davis. Hij beperkte zich hierna tot houtblaasinstrumenten en leidde in 1926 zijn eerste eigen band. Hij werkte bij onder meer Cliff Jackson, Elmer Snowden, Sam Wooding em Lucky Millinder, maar leidde ook zijn eigen bands. In 1930 was hij de eerste leider van de Mills Blue Rhythm Band en van 1932 tot 1940 was hij lid van het orkest van Luis Russell, dat onder meer Louis Armstrong begeleidde. In de jaren veertig speelde hij met Edgar Hayes, Ovie Alston, Alberto Socarras en Hank Duncan. Madison had tot in de jaren zestig eigen groepen, maar heeft nooit als leider opgenomen.
Madison is te horen op opnames van onder meer King Oliver, Duke Ellington, J. C. Higginbotham, Albert Nicholas en Clarence Williams.